# Cecco Angiolieri
Francesco Angiolieri, detto Cecco (Siena, 1260 circa – Siena, 1310/1313), è stato un poeta italiano.

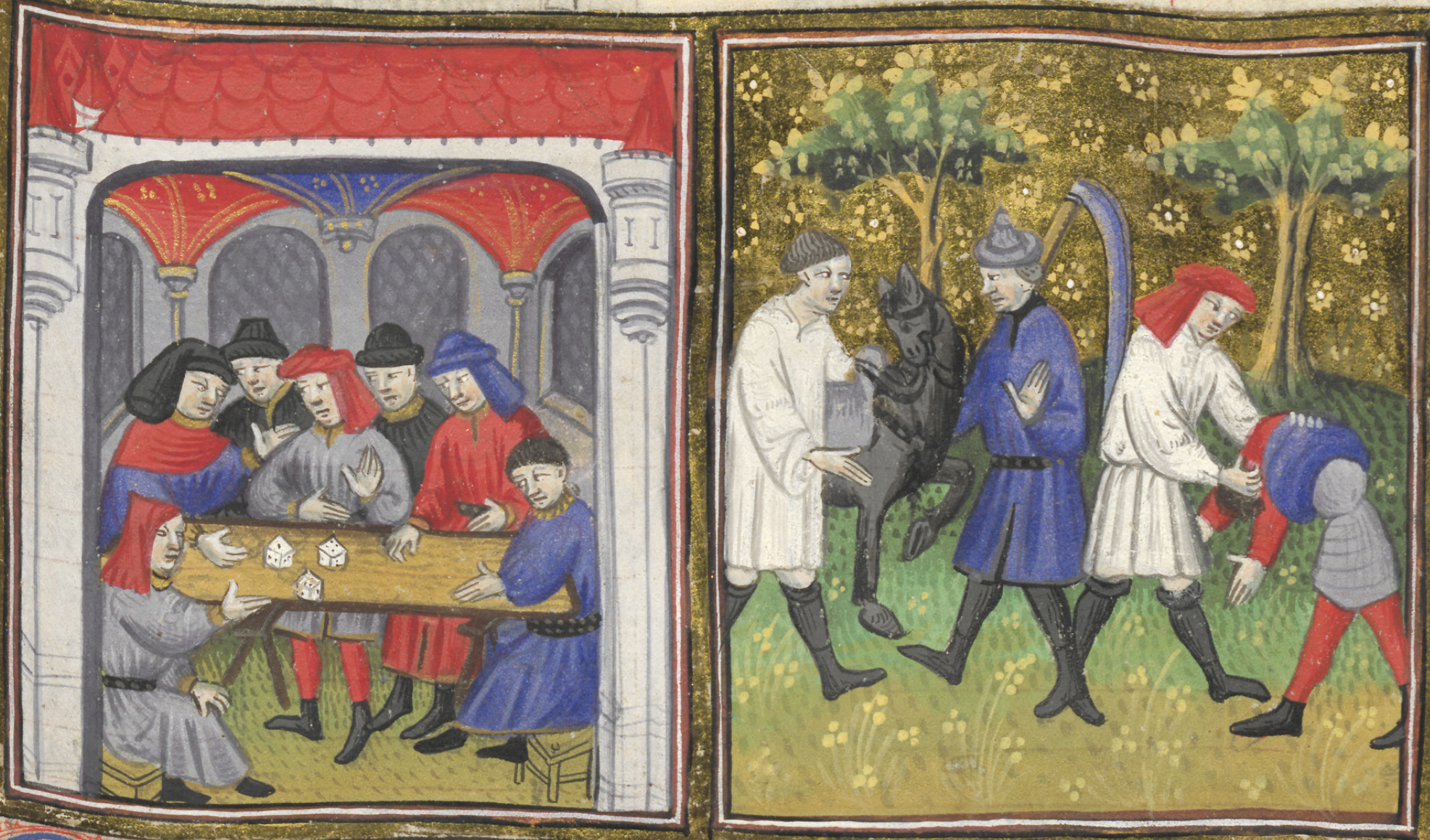
Decameron, quarta novella: Cecco Angiolieri viene ingiustamente accusato di furto da Fortarrigo

Contemporaneo di Dante Alighieri, appartenente alla storica casata nobiliare degli Angiolieri, non si hanno però molte notizie certe sulla sua biografia. Si sa che ebbe una vita molto avventurosa, fu dedito al gioco e ai vizi, subì processi per disturbo della quiete pubblica e dilapidò il patrimonio che gli aveva lasciato il padre. Nelle sue poesie, circa 110 sonetti, non tutti di certa attribuzione, ci ha lasciato l'immagine di personaggio inquieto e ribelle che si accanisce contro la miseria e la sfortuna. Con i suoi modi sarcastici e dissacranti si prende gioco del Dolce stil novo; in altre poesie, più originali, esalta goliardicamente il gioco, il vino e maledice la famiglia, il mondo e la gente. Celebri sono i sonetti S'i' fosse foco, Tre cose solamente mi so 'n grado e La mia malinconia è tanta e tale.

## Biografia

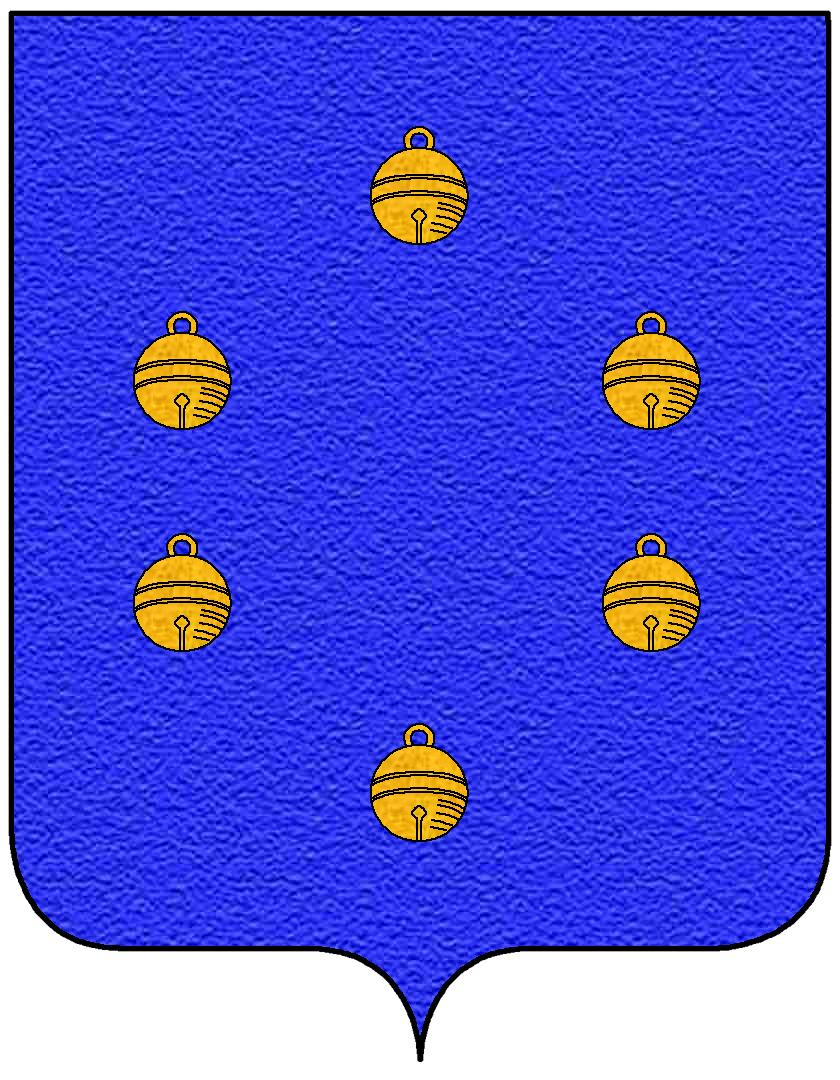
Stemma della famiglia Angiolieri

Cecco Angiolieri nacque a Siena da una famiglia particolarmente benestante, intorno al 1260. Il padre era il banchiere Angioliero degli Angiolieri, figlio di Angioliero detto "Solafica"; fu cavaliere, fece parte dei Signori del Comune nel 1257 e nel 1273 (dopo essere stato priore per due volte) ed appartenne all'ordine dei Frati della Beata Gloriosa Vergine Maria (i cosiddetti «Frati Gaudenti»). La madre era Monna Lisa, appartenente alla nobile e potente casata dei Salimbeni, anch'ella iscritta al suddetto ordine.
Si presume che il giovane Cecco trascorse la sua fanciullezza a Siena, dove ricevette anche una prima educazione. Di famiglia tradizionalmente guelfa, nel 1281 Cecco figurò tra i Guelfi senesi all'"assedio" dei concittadini ghibellini asserragliati nel castello di Torri di Maremma nei pressi di Roccastrada, e fu più volte multato per essersi allontanato dal campo senza la dovuta licenza. Da altre multe fu colpito a Siena l'anno successivo, l'11 luglio 1282, per essere stato trovato nuovamente in giro di notte dopo il terzo suono della campana del Comune, violando pertanto il coprifuoco («quia fuit inventus de nocte post tertium sonum campane Comunis»). Un ulteriore provvedimento lo colpì nel 1291 in circostanze analoghe; oltretutto, nello stesso anno fu implicato nel ferimento di Dino di Bernardo da Monteluco, pare con la complicità del calzolaio Biccio di Ranuccio, ma solo quest'ultimo fu condannato.
Militò come alleato dei fiorentini nella campagna contro Arezzo nel 1289, conclusasi con la battaglia di Campaldino; è possibile che qui abbia incontrato Dante Alighieri, che pure figurava tra i combattenti dello scontro. Il sonetto 100, datato tra il 1289 e il 1294, sembra confermare che i due si conoscessero, in quanto Cecco si riferisce a un personaggio che entrambi dovevano ben conoscere (Lassar vo' lo trovare di Becchina, / Dante Alighieri, e dir del mariscalco); questo mariscalco vanesio tra le donne fiorentine, anch'egli impegnato a Campaldino, è stato identificato con un tal Amerigo di Narbona, «giovane e bellissimo del corpo, ma non molto sperto in fatti d'arme» (Dino Compagni, Cronica delle cose occorrenti ne' tempi suoi, I, 7).
Intorno al 1296 fu allontanato da Siena, a causa di un bando politico. Si desume dal sonetto 102 (del 1302-1303), indirizzato a Dante allora già a Verona, che in quel periodo Cecco si trovasse a Roma (s'eo so' fatto romano, e tu lombardo). Non sappiamo se la lontananza da Siena dal 1296 al 1303 fu ininterrotta. Il sonetto testimonierebbe anche della definitiva rottura tra Cecco e Dante (Dante Alighier, i' t'averò a stancare / ch'eo so' lo pungiglion, e tu se' 'l bue). Tuttavia non sono attestate risposte (tantomeno proposte) dantesche, per cui, se tenzone fra i due vi fu, ci rimane solo la parte composta da Cecco (e non sappiamo nemmeno se è tutta, peraltro). Inoltre, nelle opere di Dante, Cecco non è mai nominato, né suoi componimenti sono citati.
Nel 1302 Cecco svendette per bisogno una sua vigna a tale Neri Perini del Popolo di Sant'Andrea per settecento lire ed è questa l'ultima notizia disponibile sull'Angiolieri in vita. Proprio per questa ragione si oppose a ogni forma di politica proclamandosi persona libera e indipendente; si ritiene che questa sua imposizione fosse dovuta al bando politico che lo allontanò da Siena.
Dopo il 1303 fu a Roma, probabilmente sotto la protezione del cardinale senese Riccardo Petroni. Da un documento del 25 febbraio 1313 sappiamo che cinque dei suoi figli (Meo, Deo, Angioliero, Arbolina e Sinione; un'altra figlia, Tessa, era già emancipata) - rinunciarono all'eredità perché troppo gravata dai debiti. Si può quindi presupporre che Cecco Angiolieri sia morto intorno al 1310, forse tra il 1312 e i primi giorni del 1313.

## Poetica
La poetica di Cecco Angiolieri rispetta tutti i canoni della tradizione comica toscana. I suoi sonetti da parte della critica sono generalmente considerati, specie dopo gli studi di Mario Marti, la caricaturale rifrazione del Dolce stil novo: questa posizione antistilnovistica emerge specialmente nella poesia dialogata Becchin' amor, dove si narra di un'amante sensuale e meschina, con dei connotati certamente antitetici a quelli angelici della Beatrice di dantesca memoria. Questa sua polemica contro i poetae novi del dolce stile, attuata con uno smodato uso della mimesi caricaturale e con uno stile tagliente e impetuoso, viene inoltre calata nei vicoli tumultuosi della sua Siena natia, tanto da far esclamare a Marti «quante figure di scorcio nei suoi sonetti!».
Lo stesso Marti ci offre un buon compendio dei connotati dei sonetti di Cecco, che si distingue per:
(Mario Marti)
Nei suoi sonetti emergono l'attenzione per la vera realtà della vita borghese e la rappresentazione realistica e schietta dell'amore e della sessualità. L'inventio di Cecco, in realtà assai ristretta, culmina nell'ampio utilizzo della parodia, utilizzata per rovesciare tutti i caratteri propri dello stilnovismo, e nell'invenzione dell'invettiva antipaterna, cinicamente rivolta in S'i' fosse foco ai genitori.
Così Mario Marti:
(Mario Marti)
Importante sottolineare, infine, che i suoi sonetti spesso contengono allusioni autobiografiche, per lungo tempo considerate vere: si veda, ad esempio, l'amore per la linguacciuta Becchina, le diatribe con la moglie, pettegola e arcigna, una vita gaudente e spensierata trascorsa tra i dadi ed il buon vino. Seppure sia fuori di dubbio che sia stato un uomo dal temperamento ardente, scapigliato, e che la sua vita sia stata segnata dalla sregolatezza e dalla dissipazione, secondo la critica da Marti in poi sarebbe da escludere che i suoi componimenti contengano precise indicazioni autobiografiche. Becchina, "figlia d'un agevol cuoiaio", sarebbe quindi il capovolgimento dell'immagine stilnovista della donna-angelo. E in un sonetto dice quali sono le tre cose che gli fanno «'l cuor lieto sentire»: «la donna, la taverna e 'l dado».

Tuttavia nel corso del secolo e mezzo di studi su Cecco Angiolieri, un'altra linea interpretativa è carsicamente riaffiorante: quella che vede in lui un irriverente scrittore sì, ma fondamentalmente "sincero" nel poetare, e soprattutto senza intenzioni parodiche. La prima parte di questa linea interpretativa, quella della "sincerità", depurata degli autobiografismi romantici alla D'Ancona e consapevole della letterarietà delle composizioni, ha oggi il suo esponente
principale in Antonio Lanza; invece è stato Claudio Giunta a sostenere la non parodicità dei suoi componimenti.
Francesco Flora, a proposito di Cecco Angiolieri, riferendosi particolarmente al suo più noto sonetto, «S'i' fossi foco, arderei 'l mondo», analizza l'impeto «della sua matta e sinistra vitalità», che lo travolgerebbe fino al pensiero del delitto dei propri genitori, se tale pensiero, espresso in forma elaborata, non fosse domato «in una trasfigurazione verbale» talmente audace da confinare con l'innocenza.

## Numero dei sonetti e autenticità
Il problema testuale è centrale per la lettura e l'interpretazione dell'opera angiolieresca, per due motivi: il primo è che le edizioni attualmente in uso differiscono nel numero dei sonetti a lui attribuiti; il secondo, che è la causa del primo, è che dal 1874, anno in cui Alessandro D'Ancona pubblicò il suo studio su Cecco Angiolieri, al poeta senese si sono attribuiti sonetti che invece sono opera di altri autori, in primis Meo de' Tolomei, suo concittadino e contemporaneo. L'equivoco si è chiarito solo negli anni cinquanta del XX secolo, tuttavia continua a dare adito a problemi di attribuzione.

## In musica
Tre sonetti sono stati realizzati in canzoni liriche per soprano e pianoforte da Davide Verotta, vedi  Rime di Cecco, su imslp.org, 2022.. Il sonetto S'ì fosse foco, arderei 'l mondo, è stato messo in musica nel 1968 (come S'i' fosse foco) dal cantautore Fabrizio De André.

## Edizioni delle poesie
- I sonetti, editi criticamente ed illustrati per cura di Aldo Francesco Massera, Bologna, N. Zanichelli, 1906.
- Le rime, Edizione completa annotata e commentata [a cura di] Domenico Giuliotti, Siena, Giuntini-Bentivoglio, 1914.
- Cecco Angiolieri, in Sonetti burleschi e realistici dei primi due secoli, a cura di Aldo Francesco Massera, Bari, G. Laterza, 1920 («Scrittori d'Italia», 88-89), vol. I, pp. 63-138; nuova edizione riveduta e aggiornata da Luigi Russo, 1940, vol. unico, pp. 63-138.
- Il Canzoniere, a cura di Carlo Steiner, Torino, UTET, 1925.
- Cecco Angiolieri, in Poeti giocosi del tempo di Dante, a cura di Mario Marti, Milano, Rizzoli, 1956, pp. 113-250.
- Rime, in Rimatori comico-realistici del Due e Trecento, a cura di Maurizio Vitale, Torino, UTET, 1956, vol. I, pp. 259-453.
- Rime, a cura di Gigi Cavalli, Milano, Biblioteca Universale Rizzoli, 1959.
- Cecco Angiolieri, in Poeti del Duecento, a cura di Gianfranco Contini, Milano-Napoli, R. Ricciardi, 1960, vol. II, pp. 367-401.
- Le rime, a cura di Antonio Lanza, Roma, Archivio Guido Izzi,1990, ISBN 88-85760-18-X.
- Rime, a cura di Raffaella Castagnola, Milano, Mursia, 1995, ISBN 88-425-1841-7.
- Sonetti, a cura di Menotti Stanghellini, Monteriggioni, Il Leccio, 2003, ISBN 88-86507-96-8.

### Articoli
- Alessandro D'Ancona, Cecco Angiolieri da Siena poeta umorista del secolo decimoterzo, in Nuova Antologia, XXV, n. 1, gennaio 1874,  pp. 5-57. Poi in  Studj di critica e storia letteraria, 2ª edizione con correzioni e aggiunte, Bologna, N. Zanichelli, 1912,  pp. parte I, pp. 163-275.
- (EN) Peter E. Bondanella, Cecco Angiolieri and the Vocabulary of Courtly Love, in Studies in Philology, LXIX, 1972,  pp. 55-71.
- Corrado Calenda, Tra inosservanza e trasgressione: poeti giocosi e realistici tra Due e Trecento, in Gli "irregolari" nella letteratura: eterodossi, parodisti, funamboli della parola: atti del Convegno di Catania, 31 ottobre-2 novembre 2005, Roma, Salerno Editrice, 2007,  pp. 31-49, ISBN 88-8402-560-5.
- Gianfranco Contini, Paralipomeni angioliereschi, in Saggi e ricerche in memoria di Ettore Li Gotti, Palermo, Centro di studi filologici e linguistici siciliani, 1962, vol. I, pp. 370-396.
- Gianfranco Contini, Postilla angiolieresca, in Studi di filologia italiana, XXII, 1964,  pp. 581-586.
- Gianfranco Contini, Angiolieri a Treviso (con una postilla), in Studi trevigiani, II, n. 4, 1985,  pp. 17-20.
- Nino Fattovich, La poesia amorosa di Cecco Angiolieri, Estratto dall'"Annuario del Liceo-Ginnasio Dante Alighieri di Fiume", Fiume, Stabilimento tipografico de «La Vedetta d'Italia» S.A., 1923.
- Domenico Guerri, Cecco Angiolieri. Revisione delle rime del "beffardo", in Rivista di sintesi letteraria, I, n. 4, 1934,  pp. 419-436.
- Bruno Maier, La poesia di Cecco Angiolieri e i suoi problemi, in Ausonia, VIII, n. 3, 1953,  pp. 28-37.
- Giuseppe Marrani, I ‘pessimi parenti’ di Cecco. Note di lettura per due sonetti angioliereschi, in «Per leggere», XII (2007), pp. 6-22.
- Giuseppe Marrani, Identità di Becchina, in Identità/diversità, Atti del III convegno dipartimentale dell’Università per Stranieri di Siena (Siena, 4-5 dicembre 2012), a cura di T. de Rogatis, G. Marrani, A. Patat e V. Russi, Pisa, Pacini, 2013, pp. 95-107.
- Giuseppe Marrani, Filologia e pratica del commento. Ripensare Cecco Angiolieri, in La pratica del commento, Atti del convegno dell’Università per Stranieri di Siena, 14-16 ottobre 2014, a cura di D. Brogi, T. de Rogatis, G. Marrani, Pisa, Pacini, 2015, pp. 45-65.
- Mario Marti, ANGIOLIERI, Cecco, in Dizionario Biografico degli Italiani, vol. 3, Roma, Istituto della Enciclopedia Italiana, 1961.
- Mario Marti, Angiolieri, Cecco, in Enciclopedia Dantesca, vol. 1, Roma, Istituto della Enciclopedia Italiana, 1970.
- Aldo Francesco Massera, La patria e la vita di Cecco Angiolieri, in Bullettino Senese di Storia Patria, VIII, 1901,  pp. 435-452.
- Aldo Francesco Massera, Nuovi sonetti di Cecco Angiolieri, in Studj Romanzi, XIII, 1917,  pp. 79-99.
- Anna Razzini, Intorno all'autenticità delle Rime ascritte a Cecco Angiolieri, in Filologia Romanza, I, nº 1, 1954, pp. 30-38.
- Aurelio Roncaglia, Per due sonetti di Cecco Angiolieri ed uno di Jacopo da Leona, in Giornale storico della letteratura italiana, CXVIII, 1941,  pp. 81-92.
- Luigi Russo, Cecco Angiolieri e la critica, in Leonardo, II, n. 11, novembre 1926,  pp. 303-305. Poi in  Luigi Russo, La critica moderna e gli antichi, in Problemi di metodo critico, Bari, Laterza, 1929,  pp. 195-205.
- Natalino Sapegno, La lingua e l'arte di Cecco Angiolieri, in Convivium, I, n. 3, maggio-giugno 1929,  pp. 371-382.